# Racismo
Racismo consiste no preconceito e na discriminação com base em percepções sociais baseadas em diferenças biológicas entre pessoas e povos. Muitas vezes toma a forma de ações sociais, práticas ou crenças, ou sistemas políticos que consideram que diferentes raças devem ser classificadas como inerentemente superiores ou inferiores com base em características, habilidades ou qualidades comuns herdadas. Também pode afirmar que os membros de diferentes raças devem ser tratados de forma distinta. Alguns consideram que qualquer suposição de que o comportamento de uma pessoa está ligado à sua categorização racial é inerentemente racista, não importando se a ação é intencionalmente prejudicial ou pejorativa, porque estereótipos necessariamente subordinam a identidade individual a identidade de grupo. Na sociologia e psicologia, algumas definições incluem apenas as formas conscientemente malignas de discriminação.
Entre as formas sobre como definir o racismo está a questão de se incluir formas de discriminação que não são intencionais, como as que fazem suposições sobre preferências ou habilidades dos outros com base em estereótipos raciais, ou formas simbólicas e/ou institucionalizadas de discriminação, como a circulação de estereótipos étnicos pela mídia. Também pode haver a inclusão de dinâmicas sociopolíticas de estratificação social que, por vezes, têm um componente racial. Algumas definições de racismo também incluem comportamentos e crenças discriminatórias baseadas em estereótipos culturais, nacionais, étnicos ou religiosos. Uma interpretação do termo sustenta que o racismo é melhor entendido como "preconceito aliado ao poder", visto que sem o apoio de poderes políticos ou econômicos, o preconceito não seria capaz de manifestar-se como um fenômeno cultural, institucional ou social generalizado. Alguns críticos do termo afirmam que ele é aplicado diferencialmente, com foco em preconceitos que partem de brancos e pardos, e de formas que definem meras observações de eventuais diferenças entre as raças como racismo.
Enquanto raça e etnia são considerados fenômenos distintos na ciência social contemporânea, os dois termos têm uma longa história de equivalência no uso popular e na literatura mais antiga das ciências sociais. O racismo e a discriminação racial são muitas vezes usados para descrever a discriminação com base étnica ou cultural, independente se essas diferenças são descritas como raciais. De acordo com a Convenção Internacional sobre a Eliminação de todas as Formas de Discriminação Racial das Organização das Nações Unidas (ONU), não há distinção entre os termos "discriminação racial" e "discriminação étnica", sendo que a superioridade baseada em diferenças raciais é cientificamente falsa, moralmente condenável, socialmente injusta e perigosa, além de não haver justificação para a discriminação racial, em teoria ou na prática, em qualquer lugar do mundo.
Na história, o racismo foi uma força motriz por trás do tráfico transatlântico de escravos e de Estados que basearam-se na segregação racial, como os Estados Unidos no século XIX e início do XX e a África do Sul sob o regime do apartheid. As práticas e ideologias do racismo são universalmente condenadas pela ONU, na Declaração dos Direitos Humanos. Ele também tem sido uma parte importante da base política e ideológica de genocídios ao redor do planeta, como o Holocausto, mas também em contextos coloniais, como os ciclos da borracha na América do Sul e no Congo, e na conquista europeia das Américas e no processo de colonização da África, Ásia e Austrália.

## História

### Etnocentrismo e proto-racismo

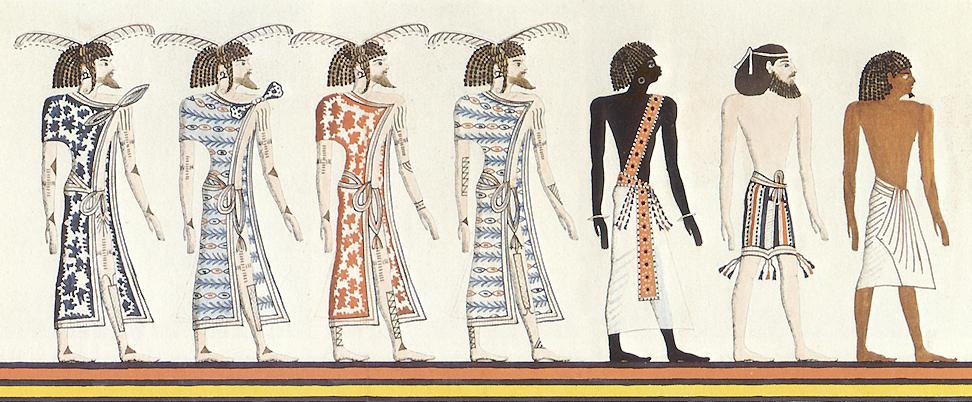
Desenho de 1820 do Livro das Portas da tumba de Seti I, representando (da esquerda para a direita) quatro grupos de pessoas: quatro líbios, um núbio, um asiático e um egípcio

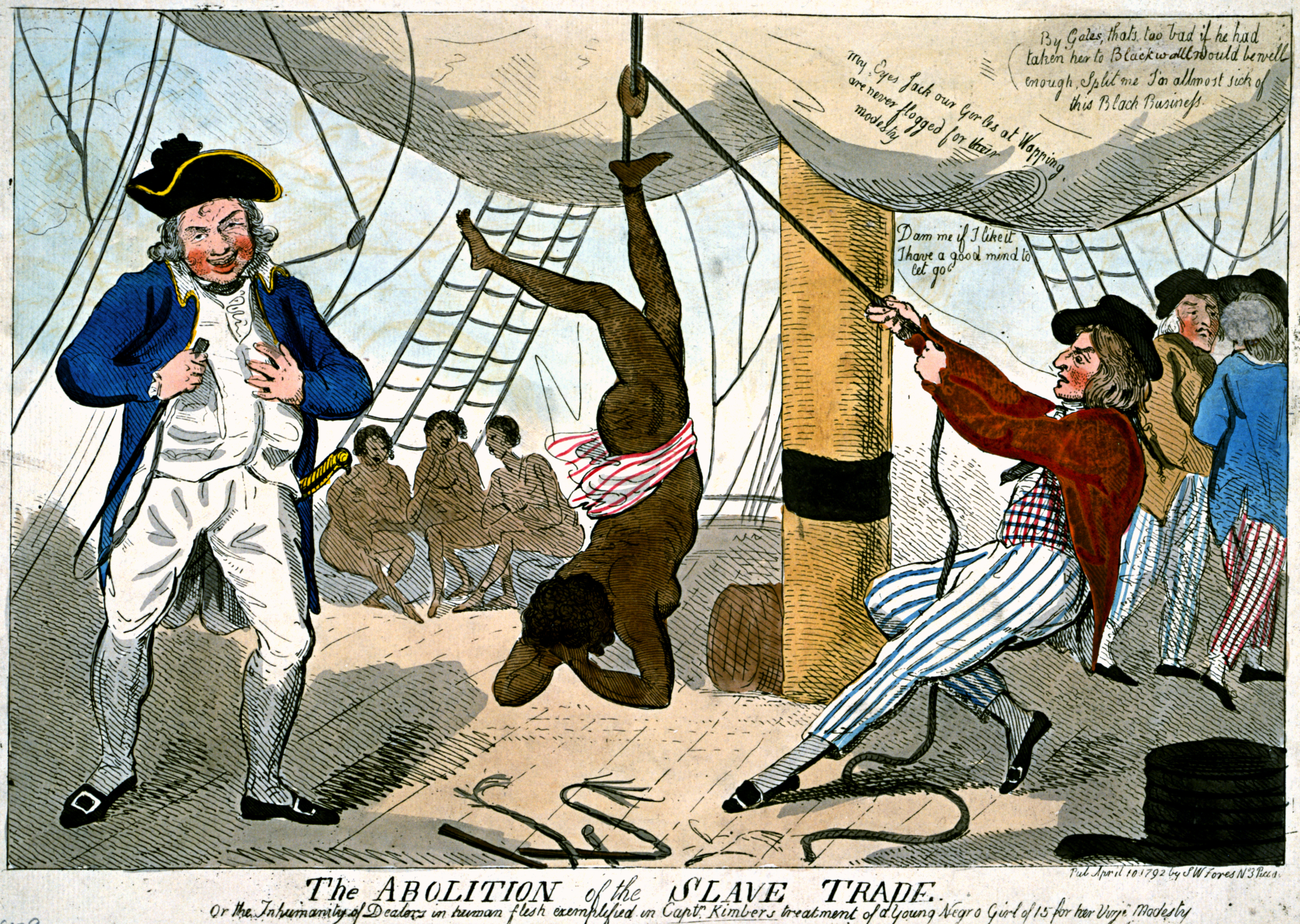
Gravura de um navio negreiro inglês mostrando uma africana sendo suspensa pelo tornozelo ao lado do capitão John Kimber, à esquerda, com um chicote na mão. S.W Fores,1792

Bernard Lewis citou o  filósofo grego Aristóteles que, em sua discussão sobre escravidão, afirmou que enquanto gregos são livres por natureza, os "bárbaros" (os não gregos) são escravos por natureza, pois é da natureza deles estar mais disposto a se submeter a um governo  despótico. Embora Aristóteles não especifique nenhuma raça em particular, ele argumenta que pessoas de países fora da Grécia são mais propensas ao ônus da escravidão do que as da Grécia Antiga. Aristóteles faz observações sobre os escravos naturais como sendo aqueles com corpos fortes e alma de escravo (impróprios para governar, pouco inteligentes) que parecem implicar uma base física para a discriminação, ele também afirma explicitamente que o tipo certo de almas e corpos não sempre andam juntos, implicando que o maior determinante para inferioridade dos escravos naturais versus senhores naturais é a alma e não o corpo.
Esse proto-racismo e etnocentrismo devem ser vistos dentro do contexto, porque ainda não havia se desenvolvido uma compreensão moderna do racismo baseada na inferioridade hereditária (com o racismo moderno baseado na eugenia e no racismo científico) e não está claro se Aristóteles acreditava que a inferioridade natural dos bárbaros era causada pelo ambiente e pelo clima (como muitos de seus contemporâneos afirmam) ou pelo nascimento.
O historiador Dante A. Puzzo, em sua discussão sobre Aristóteles, o racismo e o mundo antigo, escreve que:
O racismo baseia-se em duas suposições básicas: que existe uma correlação entre características físicas e qualidades morais; que a humanidade é divisível em ações superiores e inferiores. O racismo, assim definido, é uma concepção moderna, pois antes do século XVI praticamente não havia nada na vida e no pensamento do Ocidente que pudesse ser descrito como racista. Para evitar mal-entendidos, devemos fazer uma distinção clara entre racismo e etnocentrismo... Os antigos hebreus, ao se referirem a todos os que não eram hebreus como os gentios, estavam aderindo ao etnocentrismo, não ao racismo... Assim foi com os  helenos que denominaram todos os não helenos — sejam os selvagens citas ou os egípcios que eles reconheceram como seus mentores nas artes da civilização — Bárbaros, o termo que denota aquilo que era estranho ou estrangeiro.
Bernard Lewis também citou historiadores e geógrafos da região do Oriente Médio e Norte da África, incluindo Mocadaci, Al-Jahiz, Almaçudi, Albiruni, Naceradim de Tus e ibne Cutaiba. Embora o Alcorão não expresse preconceito racial, Lewis argumenta que o preconceito etnocêntrico mais tarde se desenvolveu entre os árabes, por várias razões: suas  extensas conquistas e comércio de escravos, a influência das ideias aristotélicas sobre a escravidão cujos filósofos muçulmanos dirigiram para os zanjes (bantos) e povos turcos; e a influência das ideias judaico-cristãs em relação às divisões entre a humanidade. O autor afro-árabe Al-Jahiz, ele próprio tendo um avô zanje, escreveu um livro intitulado Superioridade dos negros em relação aos brancos, e explicou por que os zanjes eram negros em termos de determinismo ambiental no capítulo "Sobre o Zanje" de Os ensaios. No século XIV, um número significativo de escravos veio da África subsaariana; Lewis argumenta que isso levou a pessoas como o historiador Al-Abshibi (1388-1446) escrever que "diz-se que quando o escravo [negro] está saciado, ele fornica, quando está com fome, ele rouba". De acordo com Lewis, o estudioso da Tunísia do século XIV ibne Caldune também escreveu:
...além dos povos [conhecidos da África Ocidental negra] ao sul, não há civilização no sentido apropriado. Existem apenas seres humanos que estão mais próximos de animais mudos do que de seres racionais. Eles vivem em matas e cavernas e comem ervas e grãos despreparados. Eles frequentemente comem um ao outro. Eles não podem ser considerados seres humanos. Portanto, as nações negras são, em regra, submissas à escravidão, porque (os negros) têm pouco do que é (essencialmente) humano e possuem atributos bastante semelhantes aos dos animais mudos, como afirmamos.
No entanto, segundo Abdelmajid Hannoum, professor da Universidade Wesleyana, essas atitudes não prevaleciam até os séculos XVIII e XIX. Ele argumenta que alguns relatos de textos em árabe, como os de ibne Caldune, foram traduções errôneas de franceses orientalistas projetando visões racistas e colonialistas do século XIX em suas traduções de escritos árabes medievais. James E. Lindsay também argumenta que o próprio conceito de  identidade árabe não existia até os tempos modernos.

### Limpieza de sangre
Com a Invasão muçulmana da Península Ibérica, invasores muçulmanos berberes derrubaram os governantes anteriores  visigóticos e criaram a Al-Andalus, que contribuiu para a Idade de Ouro da cultura judaica no Al-Andalus, e durou seis séculos. Foi seguido pela secular Reconquista, terminada sob  monarcas católicos  Fernando V e Isabel I de Castela. O legado católico  espanhol formulou a doutrina Limpieza de sangre. Foi durante esse período da história que o conceito ocidental de aristocrática "sangue azul" surgiu em um contexto racializado, religioso e feudal, de modo a impedir a mobilidade social ascendente dos  Novos Cristãos convertidos. Robert Lacey explica:

Foram os espanhóis que deram ao mundo a noção de que o sangue de um aristocrata não é vermelho, mas azul. A nobreza espanhola começou a tomar forma por volta do século IX, da maneira militar clássica, ocupando a terra como guerreiros a cavalo. Eles continuaram o processo por mais de quinhentos anos, arrancando seções da península de seus ocupantes mouros, o nobre demonstrava sua genealogia erguendo o braço da espada para exibir a filigrana de veias de sangue azul sob a pele pálida - prova de que seu nascimento não havia sido contaminado pelo inimigo de pele escura - ele era então Sangre azul, sangue azul, um eufemismo para homem branco - um lembrete particular para a Espanha de que os passos refinados da aristocracia através da história carregam a base menos refinada do racismo.

## Aspectos
A ideologia subjacente ao racismo pode se manifestar em muitos aspectos da vida social. Tais aspectos são descritos nesta seção, embora a lista não seja exaustiva.

### Racismo aversivo
O racismo aversivo é uma forma de racismo implícito, na qual as avaliações negativas inconscientes de uma pessoa de minorias raciais ou étnicas são realizadas por uma persistente evitação da interação com outros grupos raciais e étnicos. Ao contrário do racismo aberto e tradicional, que se caracteriza pelo ódio aberto e discriminação explícita contra as minorias raciais/étnicas, o racismo aversivo é caracterizado por expressões e atitudes mais complexas e ambivalentes.
O termo foi cunhado por Joel Kovel para descrever os comportamentos raciais sutis de qualquer grupo étnico ou racial que racionalizem sua aversão a um grupo específico, apelando a regras ou estereótipos. As pessoas que se comportam de maneira aversivamente racial podem professar crenças igualitárias e frequentemente negam seu comportamento racialmente motivado; no entanto, elas mudam de comportamento ao lidar com um membro de outra raça ou grupo étnico diferente daquele a que pertencem. Pensa-se que a motivação para a mudança seja implícita ou subconsciente. As experiências forneceram suporte empírico à existência de racismo aversivo. O racismo aversivo demonstrou ter implicações potencialmente graves na tomada de decisões no emprego, nas decisões legais e no comportamento de ajuda.

### Neutralidade racial
Color blindness traduzido para português como “neutralidade racial” é o desconsiderar as características raciais nas interações sociais, por exemplo, na rejeição de ações afirmativas, como uma maneira de abordar os resultados de padrões passados de discriminação. Os críticos dessa atitude argumentam que, ao se recusar a atender às disparidades raciais, a neutralidade racial, de fato, inconscientemente perpetua os padrões que produzem desigualdade racial.
Eduardo Bonilla-Silva argumenta que o racismo neutro de raça surge de um "liberalismo abstrato, da biologização da cultura, a naturalização de questões raciais e a minimização do racismo". As práticas da neutralidade de raça são "sutis, institucionais e aparentemente não-raciais" porque a raça é explicitamente ignorada na tomada de decisões. Se a raça é desconsiderada em populações predominantemente brancas, por exemplo, a brancura se torna o padrão normativo, enquanto a pessoas de cor são discriminadas e o racismo que esses indivíduos experimentam podem ser minimizados ou apagados. No nível individual, pessoas com "preconceitos de neutralidade racial" rejeitam a ideologia racista, mas também rejeitam as políticas sistêmicas destinadas a consertar o racismo institucional.
Por sua vez, Célia Maria Marinho de Azevedo argumenta que, para combater o racismo, a sociedade deve superar a noção de "raça". Ela argumenta que é muito mais eficaz convencer pessoas preconceituosas de que raças humanas não existem e de que o racismo é um crime contra a humanidade do que insistir em legitimar o conceito de "raça", uma vez que o racismo tem como princípio a própria crença de que diferentes raças humanas existem. A ciência já derrubou a ideia de que seres humanos podem ser divididos em raças, ideia esta que foi utilizada historicamente na tentativa de legitimar atrocidades como o nazismo e a escravidão.
No mesmo sentido, Antonio Risério critica as políticas identitárias que apregoam a divisão da sociedade humana em raças diferentes, argumentando que isso só contribui para o aumento de ressentimentos e de conflitos que são manipulados para o benefício de determinados grupos políticos e de interesse.

### Cultural
O racismo cultural existe quando há uma ampla aceitação de estereótipos em relação a diferentes grupos étnicos ou populacionais. Enquanto o racismo pode ser caracterizado pela crença de que uma raça é inerentemente superior a outra, o racismo cultural pode ser caracterizado pela crença de que uma cultura é inerentemente superior a outra.

### Econômico
A disparidade econômica ou social histórica é acusada de ser uma forma de discriminação causada pelo racismo passado e por razões históricas, afetando a geração atual por meio de déficits na educação formal e tipos de preparo nas gerações anteriores, e através de atitudes racistas inconscientes e ações sobre membros da população em geral.
Em 2011, o Bank of America concordou em pagar US$ 335 milhões para liquidar uma alegação do governo federal de que sua divisão de hipotecas, Countrywide Financial, discriminava compradores de casas que fossem negros ou hispânicos.
Durante o período colonial espanhol, os espanhóis desenvolveram um complexo  sistema de castas baseado na raça, que era usado para controle social e que também determinava a importância de uma pessoa na sociedade. Embora muitos países latino-americanos tenham tornado o sistema oficialmente ilegal por meio de legislação, geralmente no momento de sua independência, o preconceito com base em graus de distância racial percebida da ancestralidade europeia combinada com o status socioeconômico de uma pessoa, permanecem como um eco do sistema de castas coloniais.

### Institucional
Racismo institucional (também conhecido como racismo estrutural, racismo estatal ou racismo sistêmico) é a discriminação racial feita por governos, empresas, religiões ou instituições educacionais ou outras grandes organizações com o poder de influenciar a vida de muitos indivíduos. Stokely Carmichael é creditado por cunhar a frase "racismo institucional" no final da década de 1960. Ele definiu o termo como "o fracasso coletivo de uma organização em fornecer um serviço adequado e profissional às pessoas devido à sua cor, cultura ou origem étnica".
Maulana Karenga argumentou que o racismo constituía a destruição da cultura, língua, religião e possibilidade humana e que os efeitos do racismo eram "a destruição moralmente monstruosa da possibilidade humana envolvida redefinindo a humanidade africana para o mundo, envenenando relações passadas, presentes e futuras com outras pessoas que apenas conhece-nos através de estereótipos e prejudicando assim, as relações verdadeiramente humanas entre os povos".

### Estrutural

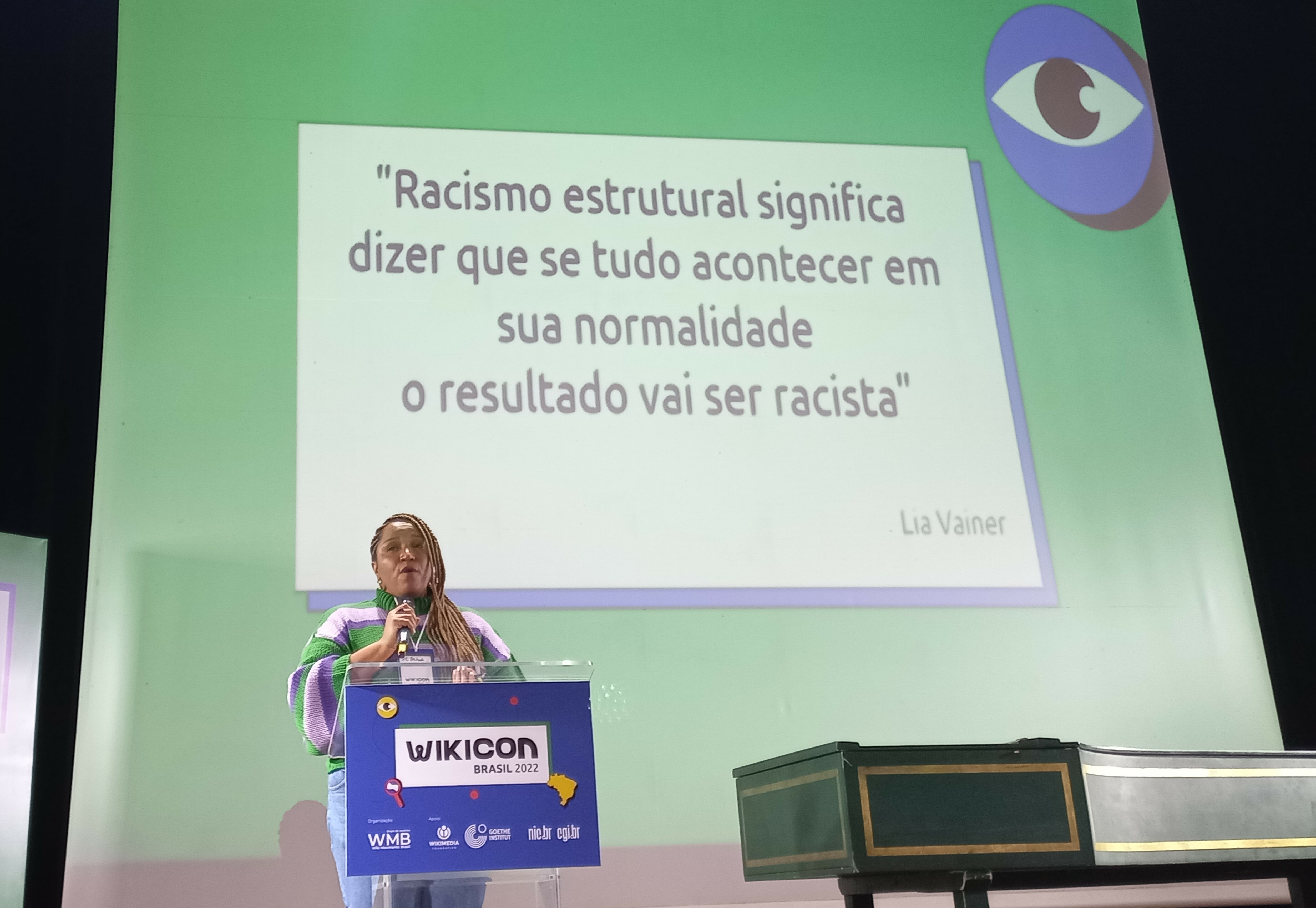
Definição sucinta de racismo estrutural

Alguns autores, como Silvio Almeida, diferenciam o racismo estrutural do racismo institucional. Para o autor, o racismo estrutural é logicamente anterior ao racismo institucional. As instituições só podem ser racistas porque há, anteriormente, um racismo na própria estrutura social.

### Discriminação racial
Discriminação racial refere-se a discriminação contra alguém com base em sua raça.

### Segregação racial
A segregação racial é a separação dos seres humanos em grupos raciais, socialmente construídos, na vida cotidiana. Pode se aplicar a atividades como comer em um restaurante, beber em uma fonte de água, usar um banheiro, frequentar a escola, ir ao cinema ou alugar ou comprar uma casa. A segregação é geralmente proibida, mas pode existir através de normas sociais, mesmo quando não há uma forte preferência individual por ela, conforme sugerido pelos modelos de segregação e trabalho subsequente de Thomas Schelling.

### Supremacismo
Séculos de colonialismo europeu nas Américas, África e Ásia eram frequentemente justificados pelas atitudes da supremacia branca. Durante o início do século XX, a frase "O fardo do homem branco" foi amplamente usada para justificar uma política  imperialista] como sendo uma empreitada nobre. Uma justificativa para a política de conquista e subjugação dos  nativos emanou das percepções estereotipadas dos povos indígenas como "selvagens índios sem piedade" (conforme descrito na Declaração de Independência dos Estados Unidos). Em um artigo de 1890 sobre expansão colonial em terras nativas americanas, autor L. Frank Baum escreveu: "Os brancos, por lei de conquista, por justiça da civilização, são senhores do continente americano, e a melhor segurança dos assentamentos de fronteira será garantida pela aniquilação total dos poucos índios restantes".

### Racismo simbólico/moderno

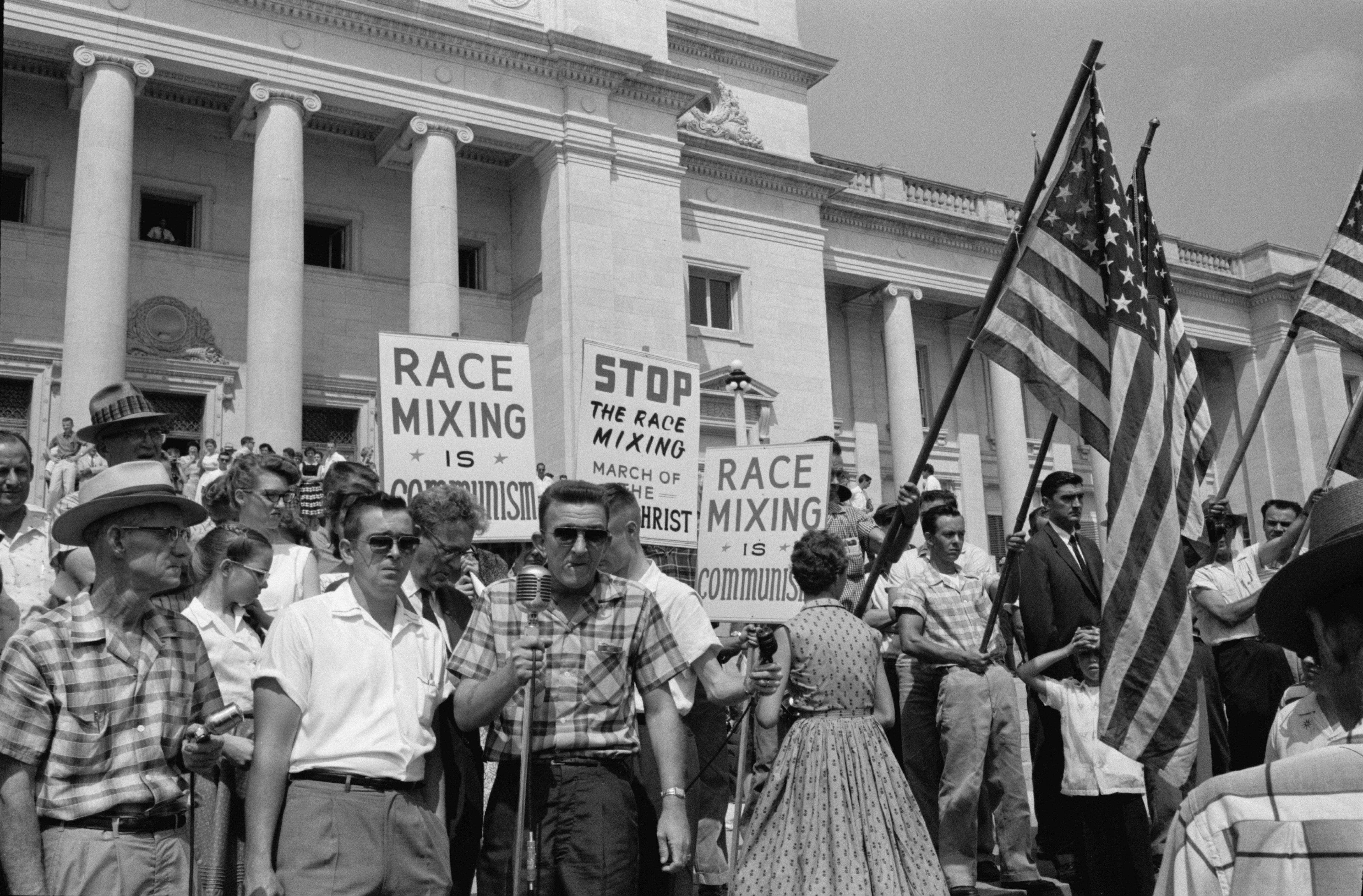
Uma manifestação contra dessegregação escolar em Little Rock, 1959

Alguns estudiosos argumentam que nos Estados Unidos, as anteriores formas de racismo, violentas e agressivas, evoluíram para uma forma mais sutil de preconceito no final do século XX. Essa nova forma de racismo às vezes é chamada de "racismo moderno" e é caracterizada por agir externamente sem preconceitos, mantendo interiormente atitudes preconceituosas, exibindo comportamentos sutis de preconceito, como ações informadas pela atribuição de qualidades a outros com base em estereótipos raciais e avaliando o mesmo comportamento diferentemente baseado na raça da pessoa que está sendo avaliada. Essa visão é baseada em estudos de preconceito e comportamento discriminatório, em que algumas pessoas agem ambivalentemente em relação aos negros, com reações positivas em determinados contextos mais públicos, mas visões e expressões mais negativas em contextos mais privados. Essa ambivalência também pode ser visível, por exemplo, nas decisões de contratação em que os candidatos que, de outra forma, são avaliados positivamente, podem ser inconscientemente desfavorecidos pelos empregadores na decisão final por causa de sua raça. Alguns estudiosos consideram que o racismo moderno é caracterizado por uma rejeição explícita de estereótipos, combinada à resistência à mudança de estruturas de discriminação por razões ostensivamente não-raciais, uma ideologia que considera a oportunidade em uma base puramente individual, negando a relevância da raça na determinação individual. oportunidades e a exibição de formas indiretas de micro-agressão contra e/ou evitar pessoas de outras raças.

## Racismo promovido pelo Estado
O racismo estatal - isto é, instituições e práticas de um Estado-nação fundamentadas na ideologia racista - desempenhou um papel importante em todas as instâncias do colonialismo, dos Estados Unidos à Austrália. Também desempenhou um papel proeminente no regime nazista alemão, em regimes fascistas por toda a Europa e durante os primeiros anos do período Shōwa do Japão. Esses governos defendiam e implementavam ideologias e políticas racistas, xenófobas e, no caso do nazismo, genocidas.

### África do Sul
Os trabalhos de geneticistas, antropologos,sociólogos e outros cientistas do mundo inteiro derrubaram por terra toda e qualquer possibilidade de superioridade racial, e estes estudos culminaram com a Declaração Universal dos Direitos do Homem. Embora existam esforços contra a prática do racismo, esta ainda é comum a muitos povos da Terra. Uma demonstração de racismo ocorreu em pleno século XX, a partir de 1948, na África do Sul, quando o apartheid manteve a população africana sob o domínio de um povo de origem europeia. Este regime político racista acabou quando, por pressão mundial, foram convocadas as primeiras eleições para um governo multirracial de transição, em abril de 1994.
Atualmente, ocorre um grande aumento na violência praticada por negros contra brancos. A situação da comunidade afrikaner (bôeres) mostra-se tão preocupante que alguns observadores internacionais já empregam o termo "genocídio branco" para classificar a gravidade dos crimes de ódio praticados contra a população rural branca. Em 2012, durante o centenário do Congresso Nacional Africano, o presidente Jacob Zuma cantou uma canção cuja letra incita a violência contra os brancos da África do Sul.

### Alemanha nazista

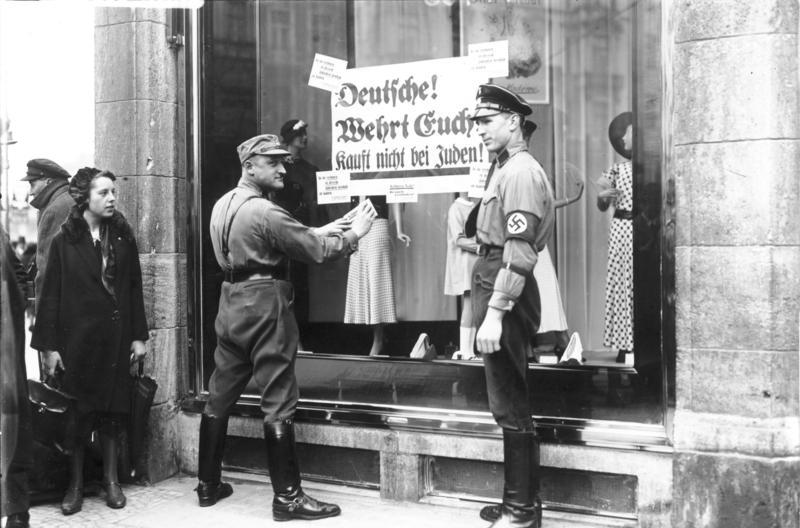
Soldados nazistas em frente a uma loja em Berlim colando uma placa com os dizeres: "Alemães! Defendam-se! Não comprem de judeus" ("Deutsche! Wehrt Euch! Kauft nicht bei Juden!")

Em 1899, o inglês Houston Stewart Chamberlain, chamado de O antropologo do Kaiser, publicou na Alemanha a obra Die Grundlagen des neunzehnten Jahrhunderts (Os fundamentos do século XIX). Esta obra trouxe o mito da raça ariana novamente e identificou-a com o povo alemão.
Alfred Rosenberg também criou obras que reforçaram a teoria da superioridade racial. Estas foram aproveitadas pelo programa político do nazismo visando à unificação dos alemães utilizando a identificação dos traços raciais específicos do povo dos senhores. Como a raça alemã era bastante miscigenada, isto é, não havia uma normalidade de traços fisionômicos, criaram-se, então, raças inimigas, fazendo, desta forma, surgir um sentimento de hostilidade e aversão dirigido a pessoas e coisas estrangeiras. Desta forma, os nazistas usaram da xenofobia associada ao racismo, atribuindo, a indivíduos e grupos sociais, atos de discriminação para amalgamar o povo alemão contra o que era diferente. A escravização dos povos da Europa oriental e a perseguição aos judeus eram as provas pretendidas pelos nazistas da superioridade da raça ariana sobre os demais grupos diferentes.

### Estados Unidos
Nos Estados Unidos, o racismo chega a extremos contra os negros, índios, asiáticos e latino-americanos, em especial no sul do país. Até 1965, existiam leis, como as chamadas leis Jim Crow, que negavam aos cidadãos não brancos toda uma série de direitos.

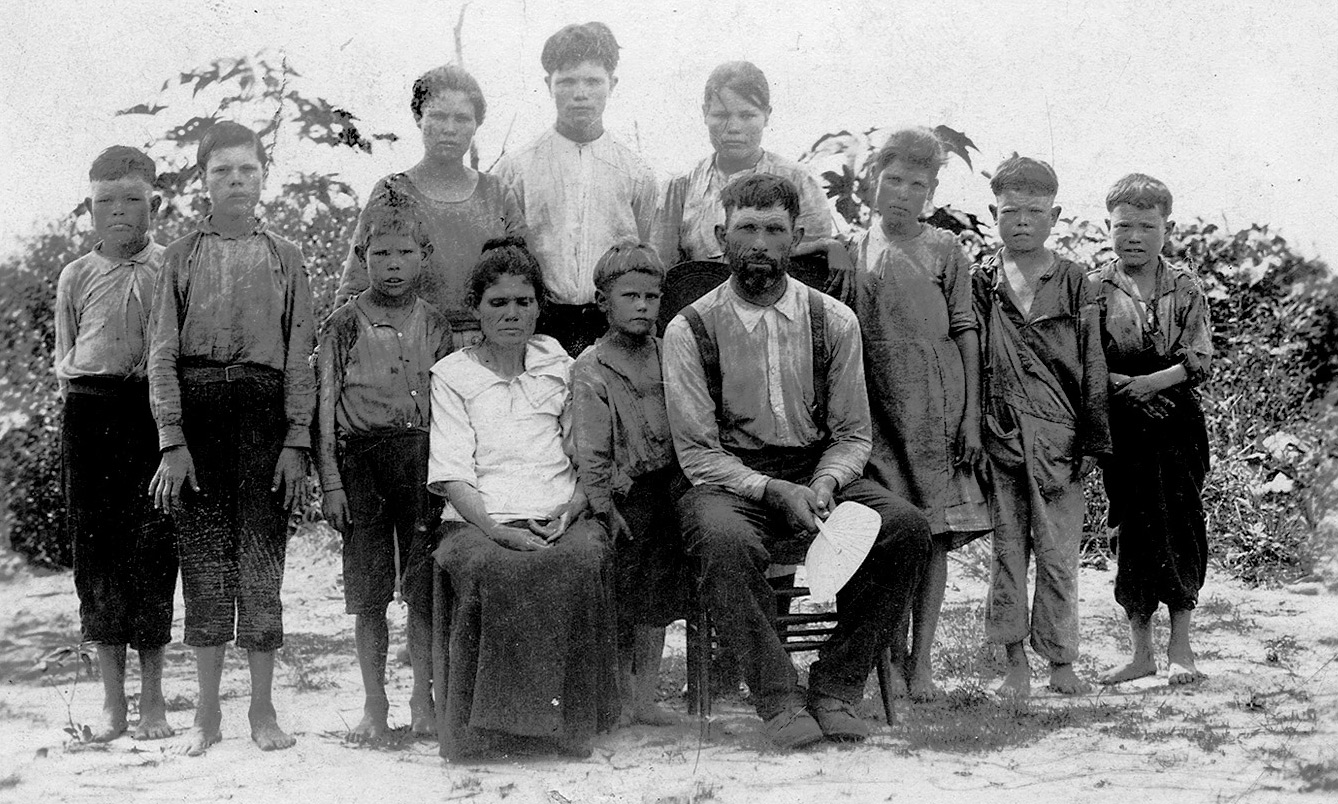
Família branca pobre ("white trash") do Alabama, apresentada em 1913 como "celebridades" porque havia escapado dos efeitos debilitantes da ancilostomíase, que, junto com a pelagra, era endêmica entre os brancos pobres do sul devido à falta de saneamento e ao fenômeno de "comer argila" ou " comer sujeira" (geofagia).

A discriminação racial confundia-se com o preconceito social. Na década de 1820, surge o termo "white trash" (literalmente, "lixo branco"), criado por negros para designar os brancos pobres que competiam com eles por trabalho. A elite do país considerava este grupo como "socialmente desajustado" acusando-o de ociosidade, imoralidade, estupidez e de responsabilidade pela disseminação de "debilidade mental" e doenças. Eram tidos como nocivos para saúde (social, mental e genética) da população e, ao longo dos séculos XIX e XX, milhares foram esterilizados compulsoriamente. Os white trash (termo ainda em uso) representam um dos grupos vitimados pela eugenia negativa, que procurava impedir a procriação dos elementos considerados "inferiores" que pudessem "poluir" o patrimônio genético humano.
Em 1964, o presidente Lyndon Baines Johnson promulgou a Lei dos Direitos Civis de 1964 que deu uma série de direitos aos negros, tendo, na ocasião dito Johnson: 
"Nós democratas perdemos o sul por uma geração".
O que veio realmente a acontecer. O chamado "Sólido Sul" era majoritariamente democrata desde o final da Guerra Civil (1861-1865), tornando-se, após a Lei dos Direitos Civis, e até hoje, majoritariamente republicano.
Leis existiam proibindo casamento inter-racial e segregando as raças em transporte público e banheiros públicos. Assim, mesmo que uma pessoa não fosse racista, ela estava proibida de casar com alguém de outra raça. Foi o caso do branco Lennie Hayton, que, não podendo se casar na California com Lena Horne, casou-se na França. Só em 1967, a Suprema Corte declarou inconstitucional a proibição do casamento inter-racial no veredicto sobre o caso "Loving et UX x Virginia". Na época da liberação do casamento inter-racial 72% dos estadunidenses se opunham ao casamento inter-racial.
Além disso, muitos negros foram linchados e queimados vivos sem julgamento, sem que os autores destes assassinatos fossem punidos, principalmente pelos membros de uma organização, a Ku Klux Klan (KKK), que defendia a supremacia branca. Essa organização ainda existe naquele país, alegadamente para defender a liberdade de expressão e liberdade de se expressar a supremacia branca. A KKK surgiu como uma reação à abolição dos escravos nos Estados Unidos (Proclamação de Emancipação) e ao revanchismo praticado pelos ex-escravos aliados aos nortistas (yankees) após a Guerra de Secessão (1861-1865). Filmes pró-sulistas como E o Vento Levou, Santa Fe Trail, The Undefeated, O Nascimento de uma Nação e Jezebel denunciam esse revanchismo que deu origem à KKK. Atualmente, a KKK ainda existe nos Estados Unidos, embora seja perseguida.
Paralelamente, desenvolveram-se grupos de supremacia negra (racismo "reverso"), como o "Black Power" (em português, "Poder Negro") e a organização "Nation of Islam", a que pertenceu Malcolm X. Sendo o governo de Barack Obama acusado de "racialismo" por não aceitar investigar racismo dos "Novos Panteras Negras" contra brancos norte-americanos.

## Racismo científico

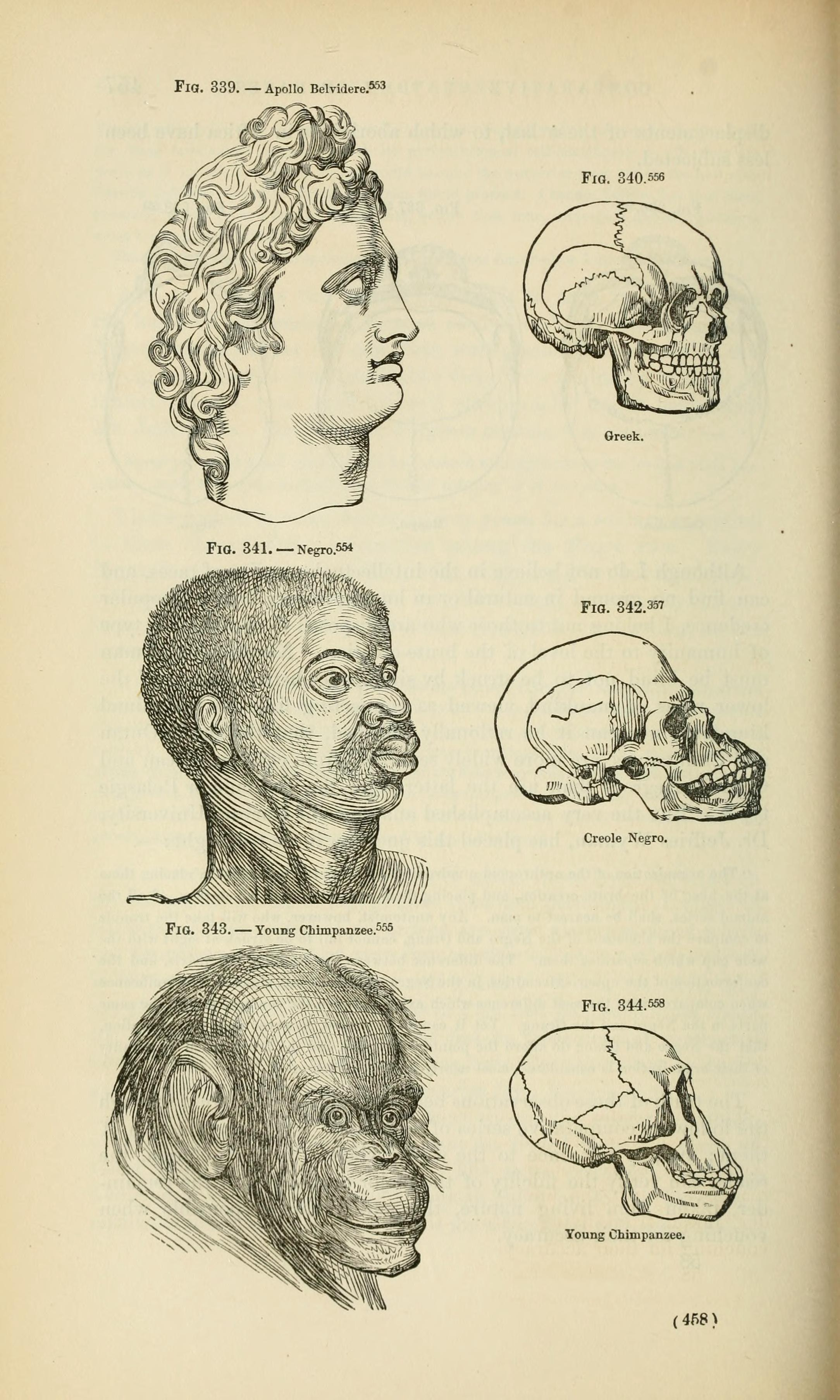
Drawings from Josiah C. Nott e George Gliddon em Indigenous races of the earth (1857), que sugeria que pessoas negras se classificavam entre pessoas brancas e chimpanzés em termos de inteligência

A moderna definição biológica de raça desenvolveu-se no século XIX a partir de teorias racistas científicas. O termo "racismo científico" se refere ao uso da ciência para justificar e apoiar as crenças racistas que remontam ao início do século XVIII, embora tenha ganhado grande parte de sua influência em meados do século XIX, durante o período do Novo Imperialismo. Também conhecidas como "racismo acadêmico", essas teorias precisavam primeiro superar a resistência da Igreja aos relatos positivistas da história e seu apoio ao monogenismo, o conceito de que todos os seres humanos são originários dos mesmos ancestrais, de acordo com os relatos criacionistas da história.
Essas teorias racistas apresentadas sobre hipóteses científicas foram combinadas com teorias unilineares do progresso social, que postulavam a superioridade da civilização europeia sobre o resto do mundo. Além disso, frequentemente usavam a ideia de "sobrevivência do mais apto", um termo cunhado por Herbert Spencer em 1864, associado a ideias de competição, que foram chamadas de darwinismo social na década de 1940. O próprio Charles Darwin se opôs à ideia de diferenças raciais rígidas em A Descendência do Homem e Seleção em Relação ao Sexo (1871), na qual ele argumenta que os humanos são todos de uma espécie só, compartilhando ascendência comum. Darwin reconheceu as diferenças raciais como variedades da humanidade e enfatizou as semelhanças entre pessoas de todas as raças em faculdades mentais, gostos, disposições e hábitos, enquanto ainda contrastava a cultura dos "selvagens mais baixos" com a civilização europeia.
A síntese neodarwiniana, desenvolvida pela primeira vez na década de 1930, acabou levando a uma visão da evolução centrada nos genes nos anos de 1960s. De acordo com o Projeto Genoma Humano, o mapeamento mais completo do DNA humano até o momento indica, não há uma  base genética para grupos raciais. Embora alguns genes sejam mais comuns em determinadas populações, não existem genes que existem em todos os membros de uma população e em nenhum outro membro.

### Zoológicos humanos

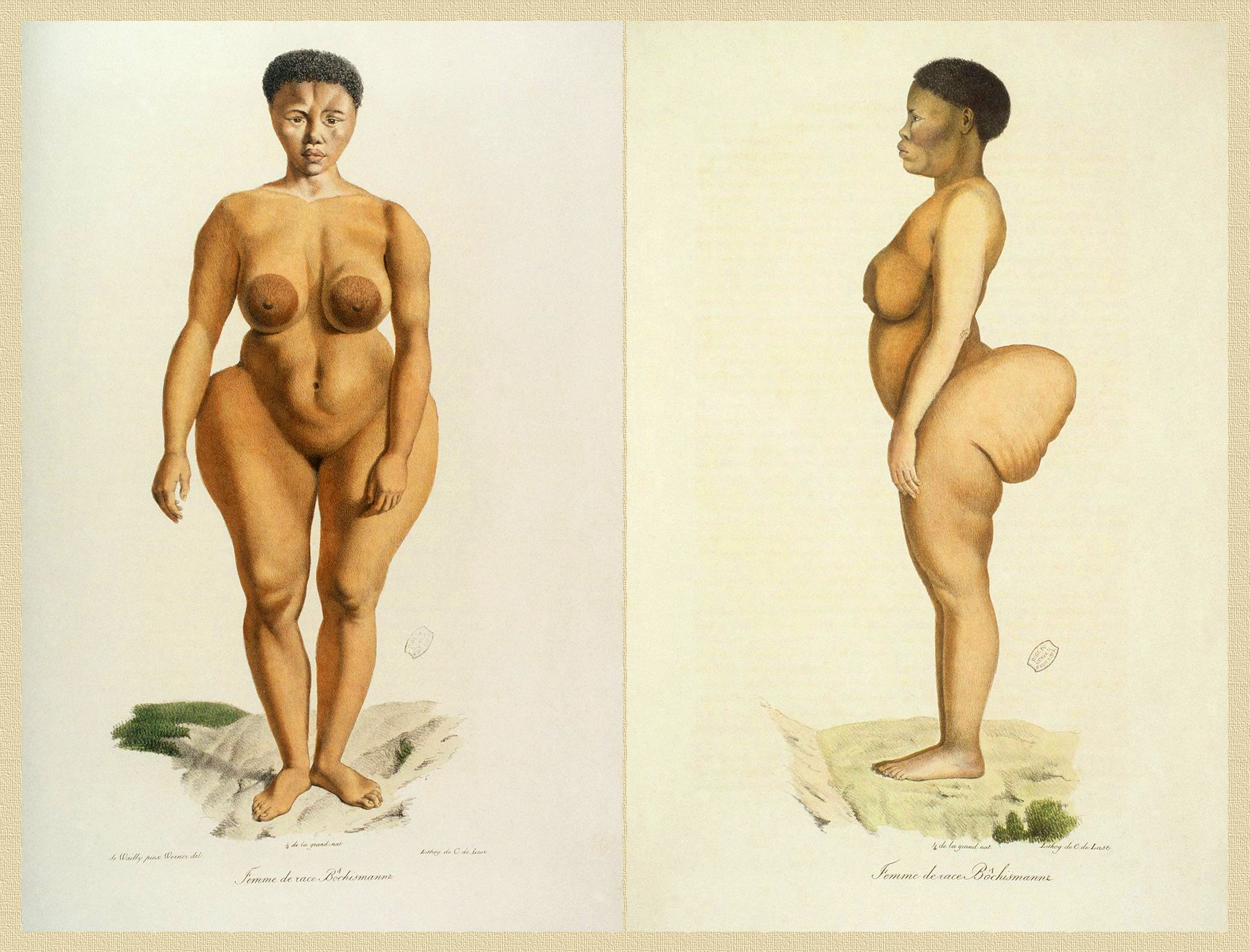
Saartjie Baartman, a "Venus Hottentot", ilustrada por C. de Lasteyrie, 1815, foi uma mulher sul-africana capturada para ser exibida na Europa como uma atração de circo e forçada à prostituição

Os zoológicos humanos foram um meio importante de reforçar o racismo popular, conectando-o ao racismo científico: ambos eram objetos de curiosidade pública e de antropologia e antropometria. Joice Heth, uma escrava afro-americana, foi exibida por P.T. Barnum em 1836, alguns anos após a exibição de Saartjie Baartman, a "Venus Hottentot", na Inglaterra. Tais exposições tornaram-se comuns no período do Novo Imperialismo, e permaneceram assim até a Segunda Guerra Mundial. Carl Hagenbeck, inventor dos jardins zoológicos modernos, exibia animais ao lado de seres humanos que eram considerados "selvagens".
O  pigmeu congolês Ota Benga foi exibido em 1906 pelo eugenista Madison Grant, chefe do Zoológico do Bronx, como uma tentativa de ilustrar o "elo que faltava" entre humanos e orangotangos: assim, o racismo estava ligado ao darwinismo, criando uma ideologia  social darwinista que tentava se fundamentar nas descobertas científicas de  Darwin. A Exposição Colonial de Paris de 1931 exibiu kanaks da Nova Caledônia.

## Leis e antirracismo

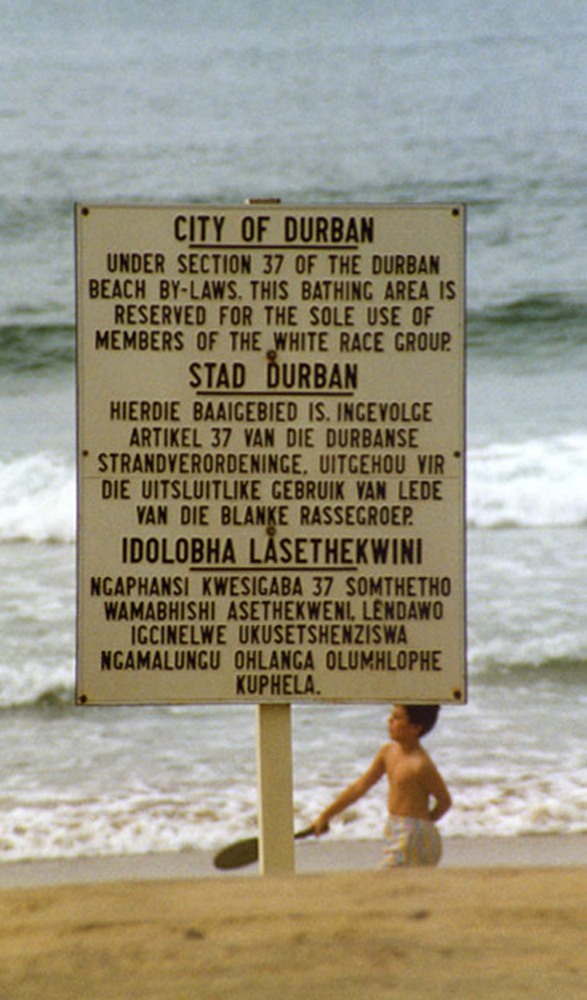
Um aviso numa praia submetida à segregação racial na África do Sul durante a vigência da política do apartheid (1989)

### Declarações e leis internacionais contra a discriminação racial
Em 1919, criou-se uma proposta chamada Proposta de Igualdade Racial para incluir uma provisão de igualdade racial no Pacto da Liga das Nações, a proposta foi apoiada pela maioria mas não foi adotada na Conferência de Paz de Paris.
Em 1943, o Japão e seus aliados declararam que esforços para abolição da discriminação racial era um objetivo comum, na Grande Conferência do Leste Asiático. O Artigo I da Carta das Nações Unidas de 1945 inclui "promover e estimular o respeito aos direitos humanos e às liberdades fundamentais para todos, sem distinção de raça" como um propósito da ONU.
Em 1950, a Organização das Nações Unidas para a Educação, a Ciência e a Cultura redigiu A questão da raça, uma declaração assinada por 21 estudiosos como o brasileiro Luiz de Aguiar Costa Pinto, Ashley Montagu, Claude Lévi-Strauss, Gunnar Myrdal , Julian Huxley, etc. - que continha a sugestão de "abandonar o termo ‘raça’ completamente e em vez disso falar sobre grupos étnicos". A declaração condenou teorias de racismo científico que tinham desempenhado grande papel no Holocausto. O objetivo também foi desmentir teorias científicas racistas, popularizando o conhecimento moderno sobre a "questão racial", e moralmente condenar o racismo como contrário à filosofia do Iluminismo e sua assunção de igualdade entre todos. Este relatório foi crucial para terminar a política de segregação norte-americana no caso Brown v. Board of Education of Topeka. Também em 1950, a Convenção Europeia dos Direitos Humanos foi adotada, amplamente usada em questões de discriminação racial.
A Organização das Nações Unidas usa a definição de discriminação racial estabelecida na Convenção Internacional sobre a Eliminação de todas as Formas de Discriminação Racial, adotada em 1966:
| “ | Na presente Convenção, a expressão a 'discriminação racial' visa a qualquer distinção, exclusão, restrição ou preferência fundada na raça, cor, ascendência na origem nacional ou étnica que tenha como objectivo ou como efeito destruir ou comprometer o reconhecimento, o gozo ou o exercício, em condições de igualdade, dos direitos do homem e das liberdades fundamentais nos domínios político, econômico, social e cultural ou em qualquer outro domínio da vida pública. | ” |

Parte 1 - Artigo 1, da Convenção Internacional sobre a Eliminação de Todas as Formas de Discriminação Racial
Em 2001, a União Europeia explicitamente proibiu o racismo, juntamente com muitas outras formas de discriminação social, na Carta dos Direitos Fundamentais da União Europeia, o efeito jurídico de que, se houver, seria necessariamente limitado a Instituições da União Europeia:
| “ | É proibida a discriminação em razão, designadamente, do sexo, raça, cor ou origem étnica ou social, características genéticas, língua, religião ou convicções, opiniões políticas ou outras, pertença a uma minoria nacional, riqueza, nascimento, deficiência, idade ou orientação sexual. | ” |

Capítulo III - Artigo 21, Carta dos Direitos Fundamentais da União Europeia

### Brasil
A Constituição de 1988 tornou a prática do racismo crime sujeito à pena de prisão, inafiançável e imprescritível. A legislação brasileira já definia, desde 1951, com a Lei Afonso Arinos (lei 1 390/51), os primeiros conceitos de racismo, apesar de não classificar como crime e sim como contravenção penal (ato delituoso de menor gravidade que o crime). Os agitados tempos da regência, na década de 1830, assinalam o antirracismo no seu nascedouro quando uma primeira geração de brasileiros negros ilustrados dedicou-se a denunciar o "preconceito de cor" em jornais específicos de luta (a "imprensa mulata"), repudiando o reconhecimento público das "raças" e reivindicando a concretização dos direitos de cidadania já contemplados pela Constituição de 1824.

### Estados Unidos
Nos Estados Unidos, a situação se inverteu nas últimas décadas, de leis que regulavam o racismo, passou-se a ter leis antirracistas: nos Estados Unidos, 44 dos 50 estados possuem leis punindo explicitamente a discriminação racial. Os únicos estados que não possuem tais leis são: Arkansas, Geórgia, Indiana, Carolina do Sul, Utah e Wyoming.
No nível federal dos Estados Unidos, algumas leis também punem os crimes motivados pelo racismo, tais como a Lei da Acomodação Justa (The Fair Housing Act) de 1968, aplicável à discriminação racial no aluguel, compra ou venda de imóveis; e a Lei de Aumento das Penas para Crimes de Ódio (The Hate Crimes Sentencing Enhancement Act), de 1994, aplicável a ataques racistas em propriedades federais ou parques nacionais.

### França
Na França, o artigo 225-1 do Código penal francês define, como discriminação, "toda distinção operada entre pessoas físicas (ou jurídicas) em razão de (...) seu pertencimento ou não-pertencimento, verdadeiro ou suposto, a uma etnia, nação, raça ou religião determinada". O artigo 225-2 pune tal discriminação com três anos de prisão e 45 mil euros de multa, quando ela ocorre em função da recusa no fornecimento de um bem ou serviço, no entrave ao exercício normal de qualquer atividade econômica, na recusa de empregar, demitir ou aposentar uma pessoa, ou na subordinação de uma oferta de emprego, de um pedido de estágio ou de um curso de formação na empresa a tais características discriminatórias.

### Índia
O sistema de castas existente no país tem sido apontado como uma forma de racismo, mas a posição oficial do governo afirmada publicamente numa conferência mundial da Organização das Nações Unidas contra o racismo é que "as questões de casta não são as mesmas do racismo".
A hierarquização das castas como algo inevitável não é consensual na Índia e o facto de indivíduos de algumas castas consideradas "inferiores" terem conseguido poder político tem ajudado a minorar os efeitos da segregação tradicional.
Embora alguns refiram a um "apartheid escondido", em termos estritamente legais essa prática não é sancionada: pelo contrário, há políticas de discriminação positiva de castas consideradas inferiores.

### Portugal
A Carta dos Direitos Fundamentais da União Europeia garante, ao cidadão europeu, em seu artigo 21.º (item 1), a proibição da discriminação por motivo de raça, cor ou origem étnica, entre outras formas de discriminação ali previstas. De acordo com o novo Código Penal em vigor desde 15 de Setembro de 2007, qualquer forma de discriminação com base na raça ou etnia é punível. Da mesma forma, são penalizados grupos ou organizações que se dediquem a essa discriminação, assim como as pessoas que incitem a mesma em documentos impressos ou na Internet. A legislação portuguesa aplica-se igualmente a outras formas de discriminação como religiosa, de local de origem e orientação sexual.